# Саут-Сан-Франциско
Саут-Сан-Франциско (англ.  South San Francisco ) — прибрежный город в округе  Сан-Матео  в штате Калифорния США.

## Описание
Находится в западной Калифорнии. Расположен у южного подножия горы Сан-Бруно, примерно в 5 км к югу от Сан-Франциско на объездной дороге США 101. Ранее эта территория была частью Ранчо Бурибури, мексиканского земельного гранта, выделенного в 1835 году. В конечном итоге большую часть земли купили Генри Миллер и Чарльз Люкс, которые построили там большое поместье. Впоследствии Питер Айлер купил землю и в 1890 году был заложен город.

## Население
| 1990   | 2000    | 2010    | 2020    |
| ------ | ------- | ------- | ------- |
| 54 312 | ↗60 552 | ↗63 632 | ↗66 105 |